# Bryce Canyon Nemzeti Park
A Bryce Canyon Nemzeti Park az USA legszebb nemzeti parkjai közé tartozik, Utah állam déli részén található.
A magasan (tengerszint felett 2400-2700 méteren) fekvő nemzeti park nem egy valódi kanyon, hanem egy fennsík pereme, melynek vörös-fehér szikláiból a természet (szél és jég) több ezer sziklatűt, sziklaoszlopot és sziklaívet faragott ki.
A formációk változatossága és száma miatt sok látogató értékeli úgy, hogy a Bryce Canyon szebb, mint a jóval ismertebb Grand Canyon.

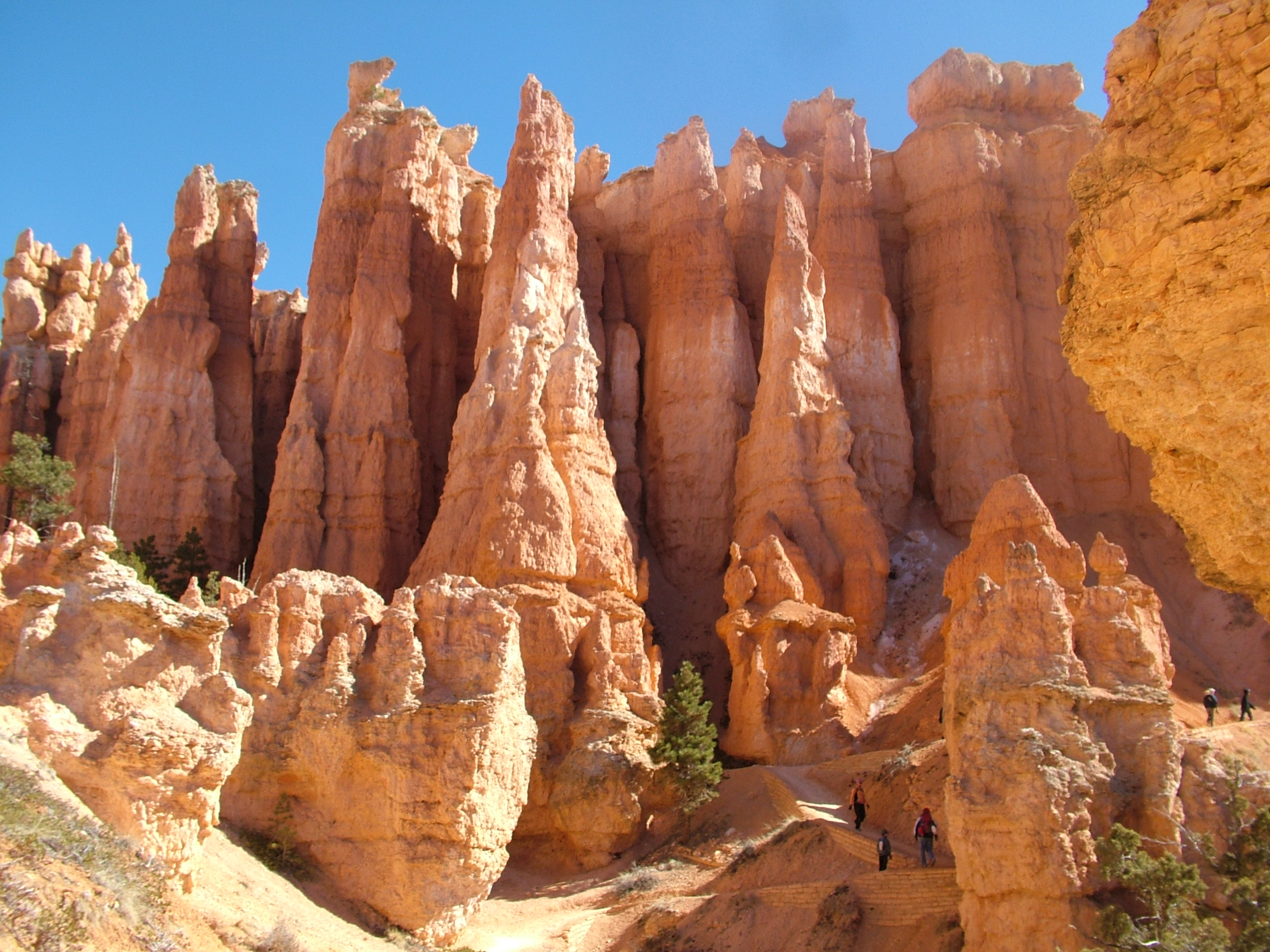
Bryce Canyon sziklaoszlopai.

## Felfedezése
A kanyont arról az Ebeneezer Bryce mormon telepesről nevezték el, aki az 1870-es években itt telepedett le. A legenda szerint tőle származik az a mondat, amit a parkról szólva ma is gyakran idéznek, miszerint „pokoli hely, ha eltéved egy tehened”. A marháira ügyelő Bryce számára ugyanis komoly erőpróba volt az elkóborolt marhák megtalálása a több ezer, tíz emelet magas sziklatorony között.

## A Bryce Canyon Nemzeti Park ma
A park ma kedvelt turistacélpont, bár félreeső mivolta miatt jóval kevesebben látogatják, mint a Grand Canyont vagy a Zion Canyont. A park bejáratánál több szálloda és kemping is működik.
A park főbb látványosságai, az sok ezer sziklaoszlopot tartalmazó, arénaszerű Bryce amfiteátrumra néző Bryce Point, Sunset Point és Sunrise Point kilátók, az amfiteátrumtól délre fekvő, barlangszerű képződményekre rálátó Paria View kilátó, a 2800 méter magasan fekvő, a fennsíktól délre és keletre fekvő területekre csodálatos panorámát nyújtó Rainbow és Yovimpa Point kilátók, és a park legszebb sziklaívét megmutató Natural Bridge kilátópont.
A fennsík pereméről egy tucat túraútvonal vezet le. Ezek között vannak hosszabbak és nagyobb állóképességet igénylők, mint a Bryce Pointról induló Peekaboo túraútvonal, és vannak rövidebbek, mint az 1-2 órás Queens Garden túraútvonal. Ez utóbbi út a Bryce amfiteátrum sziklatornyai közé visz le, a Viktória királynő alakjára emlékeztető egyik sziklatű lábáig.
A fennsík csillagászok által is kedvelt észlelőhely. Városoktól távoli elhelyezkedése, és magas fekvése miatt olyan kicsi az égbolt fényszennyezettsége és a légkör zavaró hatása, hogy Hold- és felhőmentes napokon szabad szemmel 7500-nál is több csillag látható (7.4 magnitúdós égbolt).

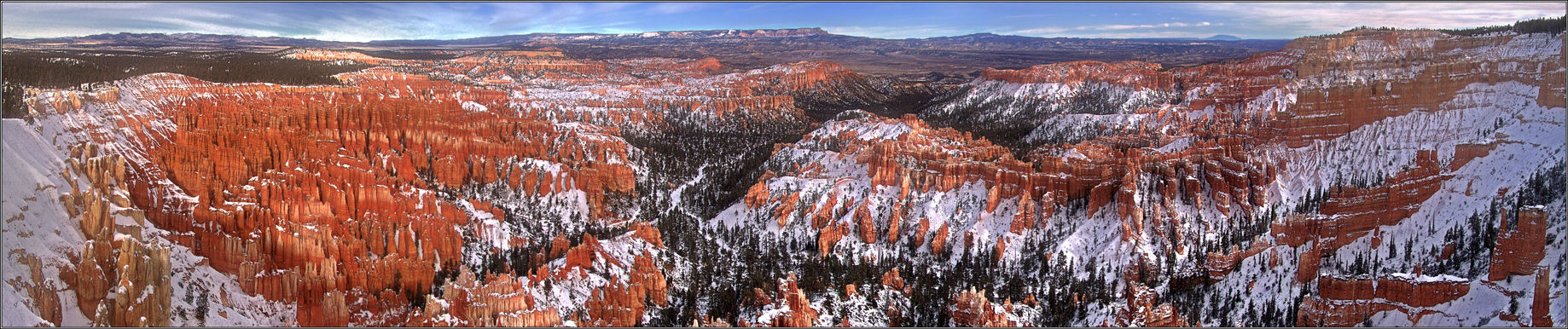
Kilátás a Bryce Point-ról az Amfiteátrumra (Amphitheater) és a Bryce Creek-re.

## Külső hivatkozások
- USA Délnyugat - Útibeszámoló magyarul
- A Bryce Canyon Nemzeti Park az azt felügyelő National Park Service honlapján